# 岡田弘
岡田 弘（おかだ ひろむ、1943年12月27日 - ）は、日本の地球科学者。北海道大学名誉教授。専門は火山物理学、火山噴火予知、火山災害。理学博士（北海道大学、1977年）。長野県長野市出身。

## 略歴
- 1962年3月 - 長野県長野高等学校卒業
- 1966年3月 - 北海道大学理学部卒業
- 1968年3月 - 北海道大学大学院理学研究科修士課程修了
- 1968年4月 - 北海道大学理学部助手
- 1972年1月 - カーネギー研究所（アメリカ合衆国）研究員（1974年1月まで）
- 1977年3月 - 北海道大学　理学博士　「Fine structure of the upper mantle beneathe Japanese island arcs as revealed from body wave analyses(実体波解析により明らかにされた日本の島弧下上部マントルの微細構造) 」
- 1979年10月 - 北海道大学理学部講師
- 1981年7月 - 北海道大学理学部附属有珠火山観測所助教授
- 1985年4月 - アメリカ合衆国地質調査所カスケード火山観測所研究員（1985年6月まで）
- 1987年4月 - 北海道大学理学部附属有珠火山観測所所長（1998年4月まで）
- 1998年
  - 4月 - 北海道大学大学院理学研究科附属地震火山研究観測センター助教授
  - 10月 - 北海道大学大学院理学研究科附属地震火山研究観測センター教授
- 2002年4月 - 北海道大学大学院理学研究科附属地震火山研究観測センター長（2004年4月まで）
- 2006年4月 - 北海道大学大学院理学研究院附属地震火山研究観測センター教授
- 2007年3月 - 北海道大学退職
- 2007年4月 - 北海道大学名誉教授
- 2007年8月 - 特定非営利活動法人環境防災総合政策研究機構理事

## 研究活動
十勝岳、有珠山噴火の際にテレビ、新聞に現れ、俗世にまみれぬ真っ白な長髪の風体が、いかにも学者然として注目を集めた。また、2000年有珠山噴火を的確に予想した事から「有珠山の主治医」とも評された。同年には「長年の有珠山研究に基づく火山噴火予知と防災活動への貢献」の功績により北海道新聞文化賞特別賞を受賞。
しかし、有珠山は有史時代の噴火でほぼ例外なく体に感じるような地震を伴うことなどから噴火は予知しやすい火山とされており、有珠山の噴火を予知したことだけでなく火山の静穏な時期から地元に密着した住民への啓発活動等によってスムーズな事前避難をうながしたこと、自治体職員など防災機関の人たちと常に連携した活動をして有珠山の噴火期に的確な災害対策について助言をした功績により、平成13年（2001年）度防災功労者内閣総理大臣表彰を受賞した。

## 著作
- 門村浩・岡田弘・新谷融編著　『有珠山 - その変動と災害』　北海道大学出版会、1988年、ISBN 4-8329-9231-7。
- 宇井忠英編　『火山噴火と災害』　東京大学出版会、1997年、ISBN 4-13-060717-0。
- 勝井義雄・岡田弘・中川光弘　『北海道の活火山』　北海道新聞社、2007年、ISBN 4-89453-397-9。
- 岡田弘　『有珠山　火の山とともに』　北海道新聞社、2008年、ISBN 978-4-89453-479-7。